# ГЕС Céntiānhé
ГЕС Céntiānhé (涔天河水电站) — гідроелектростанція у центральній частині Китаю в провінції Хунань. Використовує ресурс із річки Donghe, правого витоку Tuojiang, котра в свою чергу є правою твірною Xiaoshui (впадає праворуч до Сянцзян, яка завершується у розташованому на правобережжі Янцзи великому озері Дунтін). 
У другій половині 1960-х Donghe перекрили греблею висотою 46 метрів, яка утримувала водосховище з об’ємом 105 млн м3 та живила гідроелектростанцію потужністю 22,5 МВт. А в другій половині 2010-х на цьому місці спорудили більш потужний об’єкт, для чого за дві сотні метрів нижче по течії від старої звели нову кам’яно-накидну греблю із бетонним облицюванням. Вона має висоту 114 метрів, довжину 328 метрів, ширину по гребеню 10 метрів та утримує водосховище з об’ємом 151 млн м3 (під час повені до 250 млн м3). Нормальний рівень нової водойми встановлений на позначці 313 метрів НРМ, що призвело до затоплення старої станції, аналогічний показник якої становив лише 254 метра НРМ. 
Новий пригреблевий машинний зал обладнали чотирма турбінами типу Френсіс потужністю по 50 МВт, які забезпечуватимуть виробництво 458 млн кВт-год електроенергії на рік.